# Paralycaeides vapa
Paralycaeides vapa is een vlinder uit de familie van de Lycaenidae. De wetenschappelijke naam van de soort is voor het eerst gepubliceerd in 1894 door Otto Staudinger.
De soort komt voor in Peru, Bolivia en Argentinië.